# Сканлейт
Сканле́йт м. скл. (от англ. scanlate, scanlation) — любительский перевод графической литературы (например: комиксов и манги) на иностранный язык. Происходит от английского scanlate, которое является совмещением английских слов scan (сканирование) и  translate (перевод). Этимология слова точно передаёт суть явления: группа энтузиастов постранично сканирует любимую мангу, после чего переводит её и ретуширует, вставляя в «облачка» переведённый текст.
В определённом смысле сканлейт можно назвать фэнсабами манги, тем более что некоторые фэнсаб-группы одновременно переводят и аниме, и мангу.
Первоначально деятельность сканлейтерских групп развивалась бок о бок с распространением оригинальных сканов манги, но позже основная часть сканлейтеров отошла от этой сомнительной в правовом отношении практики. В настоящее время негласно считается допустимым выкладывать для скачивания (в том или ином виде) сканлейты манги, не издававшейся на этом языке, а также альтернативные (неофициальные) скрипты, то есть сценарии.